# Анте Вокић
Анте Вокић (Мостар, 23. август 1909 – Лепоглава, 8. мај 1945), био је хрватски политичар, министар у Влади НДХ, крилник усташке војнице.

## Биографија
Гимназију је завршио у Сарајеву, студирао је право у Загребу, али је 1929. године ступио у железничку службу у Сарајеву. Учествује у оснивању Хрватског академског клуба „Крањчевић”, у покретању листа Свијест и у раду „Напретка”. Због свог политичког деловања био је прогањан и премештан, прво у Босански Брод, затим у Славонски Брод, а потом у Карловац и Загреб.
У време проглашења НДХ био је активан у  усташком покрету у Загребу; 11. априла 1941. године, наредбом Славка Кватерника, постављен је у Усташки контролни штаб, чији је задатак био да „води постојеће усташке борбене формације, формира и гради даље формације”. Убрзо је послат у Сарајево како би био директор железница; организатор и командант усташких транспортних друштава, а као сарадник Јуре Францетића учествује у оснивању Црне легије. Почетком 1942. године, као резервни усташки бојник, одликован је Орденом круне краља Звонимира трећег степена са мачевима због успешног вођења 2. сарајевског усташког жељезничког батаљона у борби против устаника. За време рада у Сарајеву Адолф Хитлер га је одликовао Орденом за заслуге Немачког орла за бригу о несметаном железничком саобраћају и заслугама које је пружао немачким оружаним снагама.
На предлог Младена Лорковића, а противно жељи немачких представника Зигфрида Кашеа и Едмунда Глазеа фон Хорстенауа, постављен је 29. јануара 1944. за усташког пуковника и министра оружаних снага. Анте Павелић га је 13. јула 1944. године унаприједио у највиши усташки чин крилника, усташког генерала. Постао је близак сарадник и пријатељ Младена Лорковића.

#### Покушај спасавања НДХ
Заједно са Младеном Лорковићем, Вокић је водио кампању за спас НДХ, прекида везе са Немачком и придруживање западним савезницима. Преговарао је са опуномоћеником ХСС-а Иваном Фаролфијем о извођењу државног удара којим би се уклонио усташки режим и пренела власт на ХСС, што је подразумевало постављање официра блиских ХСС-у на командне положаје, смењивање усташких пуковника, разоружавање Немаца и непослушних усташа. Преговоре је започео уз знање и сагласност Антеа Павелића, о чему га је пријавио заједно са Младеном Лорковићем. Павелић је 21. августа 1944. године пријавио случај немачком посланику Кашеу, најављујући мере против његових министара, и оптужујући немачког генерала Едмунда Глазеа фон Хорстенауа за умешаност у аферу.

#### Хапшење и смрт
На изненада сазваној ноћној седници Владе 30. августа 1944. године, заједно са Младеном Лорковићем, Вокић је оптужен за заверу против вође и савезника (Немачке), разрешен дужности и стављен у кућни притвор. Интерниран је у Нови Мароф, одакле је пребачен у Копривницу, где је већ био интерниран Младен Лорковић. Убрзо је затворен у Лепоглави, где га је 8. маја 1945. године убио усташки обрамбени поручник Мијо Грабовац.
Једна је улица у западном Мостару од 1995. године носила име „Улица Вокића и Лорковића”, све до јула 2022. године кад ју је Градско веће Мостара дало преименовати. Осим Вокића и Лорковића, улице су биле именоване и по Милету Будаку, Рафаелу Бобану, Ђури Спужевићу, Јури Францетићу и Иви Зеленеку.